# Доњи Кашић
Доњи Кашић је насељено мјесто у Равним Котарима, сјеверозападна Далмација. Припада граду Бенковцу, у Задарској жупанији, Република Хрватска.

## Географија
Доњи Кашић је удаљен око 21 км сјеверозападно од Бенковца и око 20 км источно од Задра.

## Историја
Као и остатак бенковачког краја, Кашић је 1991. припао Републици Српској Крајини, у чијем је саставу био до јануара 1993, када је заузет од стране хрватске војске у акцији Масленица. Село је том приликом сасвим разорено, а демолирана је и православна црква Светог Илије. Убијена су и 4 старија цивила који су остали у селу након повлачења српске војске.

## Култура
У Доњем Кашићу се налази храм Српске православне цркве Светог Илије саграђен 1872. године. Гранатиран је и срушен од стране хрватске војске 1993. године, а обновљен је и поново освештан 2008.

## Привреда
Прије грађанског рата у Хрватској 1991—1995. године, Кашић је важио за једно од богатијих села у региону, захваљујући врло плодној земљи идеалној за пољопривреду и воћарство.

## Становништво
Према попису из 1991. године, Доњи Кашић је имао 765 становника, од чега 757 Срба, 2 Хрвата, 2 Југословена и 4 остала. Кашић има једну од најмањих стопа повратка међу опустјелим српским селима Равних Котара — по попису из 2001, у селу је живјело тек 4 становника, који су сви Срби. Међутим, број је последњих година растао, по неким изворима до педесетак повратника. Доњи Кашић је према попису становништва из 2011. године имао 63 становника.
| Националност       | 1991. | 1981. | 1971. | 1961. |
| Срби               | 757   | 768   | 819   |       |
| Југословени        | 2     | 31    |       |       |
| Хрвати             | 2     | 3     | 2     |       |
| остали и непознато | 4     | 8     | 2     |       |
| Укупно             | 765   | 810   | 823   | '     |

| Демографија | Демографија | Демографија |
| Година      | Становника  | Становника  |
| ----------- | ----------- | ----------- |
| 1971.       | 823         |             |
| 1981.       | 810         |             |
| 1991.       | 765         |             |
| 2001.       | 4           |             |
| 2011.       |             | 63          |

## Попис 1991.
На попису становништва 1991. године, насељено место Доњи Кашић је имало 765 становника, следећег националног састава:
| Попис 1991.‍ | Попис 1991.‍ | Попис 1991.‍ | Попис 1991.‍ | Попис 1991.‍ |
| ----------- | ----------- | ----------- | ----------- | ----------- |
|             |             |             |             |             |
| Срби        | Срби        |             | 757         | 98,95%      |
| Југословени | Југословени |             | 2           | 0,26%       |
| Мађари      | Мађари      |             | 2           | 0,26%       |
| Хрвати      | Хрвати      |             | 2           | 0,26%       |
| непознато   | непознато   |             | 2           | 0,26%       |
| укупно: 765 |             |             |             |             |

## Презимена
| - Алавања — Православци, славе Св. Николу и Лазареву Суботу - Арчаба — Православци, славе Ђурђевдан и Аранђеловдан - Веселиновић — Православци, славе Св. Николу - Вишић — Православци, славе Ђурђевдан и Св. Јована - Вујковић — Православци, славе Св. Јована - Драча — Православци, славе Ђурђевдан - Драгић — Православци, славе Аранђеловдан - Дрча — Православци, славе Св. Јована - Ђаковић — Православци, славе Ђурђевдан - Ђинић — Православци, славе Св. Николу - Ђого — Православци, славе Аранђеловдан - Кнежевић — Православци, славе Ђурђевдан | - Лакић — Православци, славе Св. Николу - Мандић — Православци, славе Св. Јована - Милић — Православци, славе Ђурђевдан - Мркић — Православци, славе Ђурђевдан - Новаковић — Православци, славе Лазареву Суботу и Св. Николу - Његован — Православци, славе Ђурђевдан - Олујић — Православци, славе Аранђеловдан - Оливерић — Православци, славе Св. Стефана - Поздер — Православци, славе Св. Апостола Тому - Радмановић — Православци, славе Св. Николу - Цебара — Православци, славе Ђурђевдан - Чепрња — Православци, славе Св. Јована - Шушак — Православци, славе Св. Јована |